# 両手挽鋸

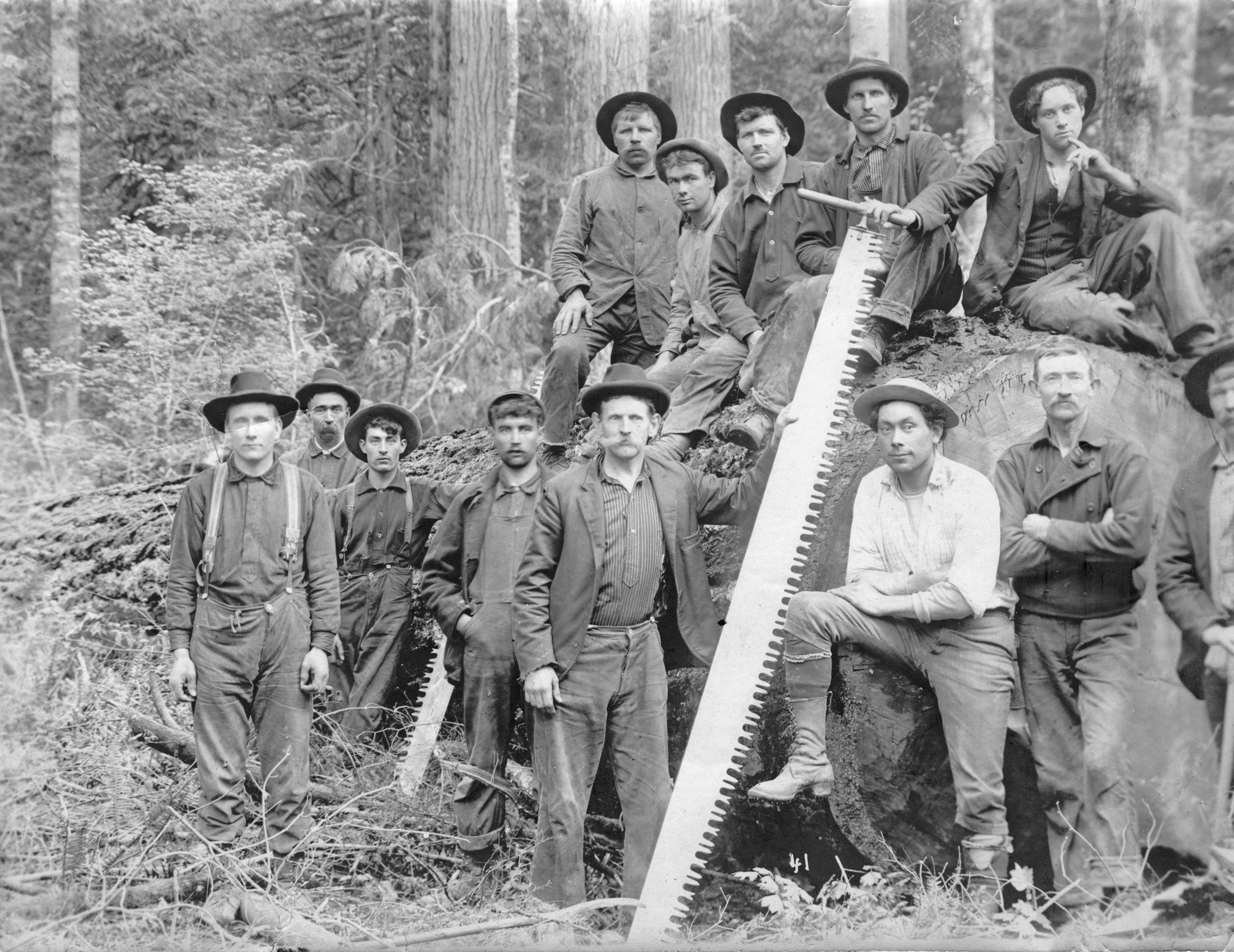
オレゴン州で使用された両手挽鋸

両手挽鋸（りょうてびきのこ）は、2人で取り扱うように設計された大型の鋸。二人挽鋸（ふたりびきのこ）などとも呼ばれ、チェーンソーが普及するまで林業の伐木などに用いられた。

## 概要
チェーンソーの中には、2人で取り扱う必要があるほど大型のものもあるが、人力鋸の場合は、2人用のクロスカット・ソーが主に重要な地位を占めた。通常1～４m程度で、両端に握りが付いており、ジャイアント・セコイアを伐採する場合などは、より長い鋸を作成するために、鋸刃を端から端までろう付けすることがあった。
両手挽鋸を使用するには、使用者の技術も必要だった。一緒に鋸は、木を挟んでのこぎりを交互に引っ張った。切り口が閉じ始めて鋸が挟まれてしまう場合、鋸刃の後ろにくさびを挿入し、これを防止した。下側から切る必要があった場合は「アンダーバッキング」と呼ばれる吊り下げられた丸太の下からの切断方法も実施された。
両手挽鋸は主に2つの種類に分類される。木を伐採するために使用される伐採型鋸と、伐採された木を材木に切るために使用されるバッキング型鋸で、 2つの鋸の設計は、わずかに異なっており、伐採のこぎりは刃が狭く、ウェッジを簡単に挿入できるのに対し、バッキング型は刃が広く、強度が高かった。
両手挽鋸は両方向に切断するように設計された。切断しながらおがくずを取り除くには、慎重な刃の設計が最も重要だった。
両手挽鋸は古代ローマ時代から使用されていたが、ヨーロッパで一般的になったのは15世紀半ばからだった。アメリカでは、17世紀半ばにはクロスカットのこぎりが使用されていたが、19世紀後半には、伐採木の斧に取って代わられていた。
日本の鋸は、西洋で用いられたものと設計は異なるものの、やはり2人で使用するものがあった。